# Сульфид дициркония
Сульфид дициркония — бинарное неорганическое соединение
циркония и серы
с формулой Zr2S,
кристаллы.

## Получение
- Нагревание стехиометрических количеств чистых веществ:

{\displaystyle {\mathsf {2Zr+S\ {\xrightarrow {T}}\ Zr_{2}S}}}

## Физические свойства
Сульфид дициркония образует кристаллы 
ромбической сингонии, пространственная группа P nnm, параметры ячейки a = 1,53328 нм, b = 1,2340 нм, c = 0,3520 нм, Z = 12,
структура типа сульфида дититана Ti2S
.